# جامعة الأناضول
جامعة الأناضول (بالتركية: Anadolu Üniversitesi)‏ هي جامعة عامة في تركيا تأسست عام 1958.

## الكليات والمعاهد

### الكليات

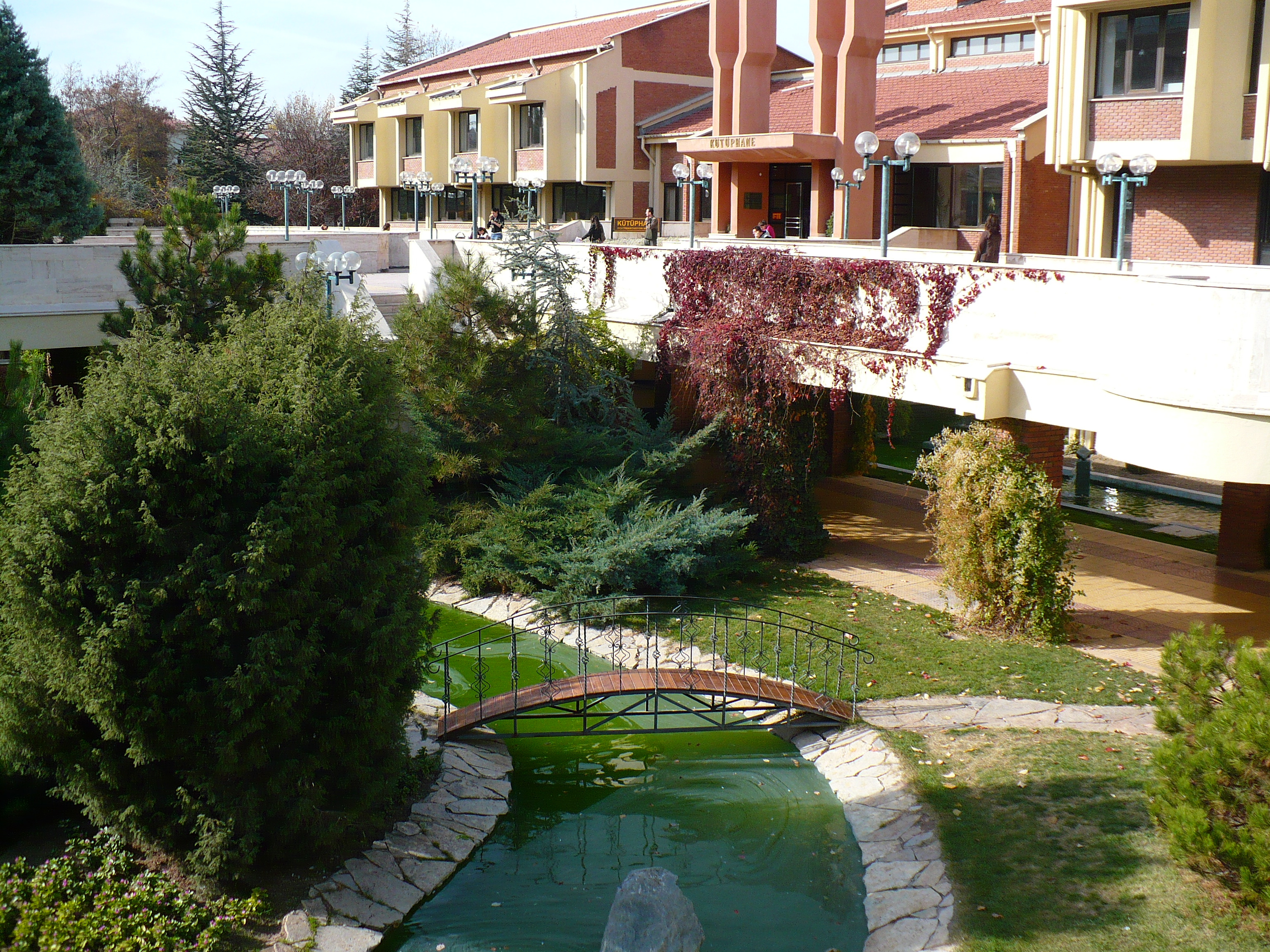
الواجهة الأمامية لمبنى المكتبة المركزية في جامعة الأناضول

- كلية التعلم عن بُعد
- كلية الصيدلة
- كلية الانسانيات
- كلية التربية
- كلية العلوم
- كلية الفنون الجميلة
- كلية القانون
- كلية الاقتصاد والعلوم الادارية
- كلية الاقتصاد
- كلية علوم الاتصال
- كلية إدارة الأعمال
- كلية الهندسة
- كلية العمارة التصميم
- كلية الملاحة الجوية والفضائية

### المعاهد
- كلية التربية البدنية والرياضة
- كلية الموسيقى والدراما
- كلية الفنون الصناعية
- مدرسة للمعاقين
- كلية السياحة وإدارة الفنادق (أُنشئت أوائل عام 2012)
- كلية اللغات الأجنبية
- المعهد الموسيقي

### المدارس المهنية
- مدرسة إسكي شهر المهنية
- مدرسة بوزيوك المهنية
- مدرسة بيلجيك المهنية
- مدرسة بورسوك للمهنية

## وصلات خارجية
- الموقع الإلكتروني